# Kostel svatého Jakuba Staršího (Vetlá)
Římskokatolický farní kostel svatého Jakuba Staršího ve Vetlé původně románská sakrální stavba, která byla goticky přestavěná a později i barokizována. Od roku 1964 je kostel chráněn jako kulturní památka.

## Historie

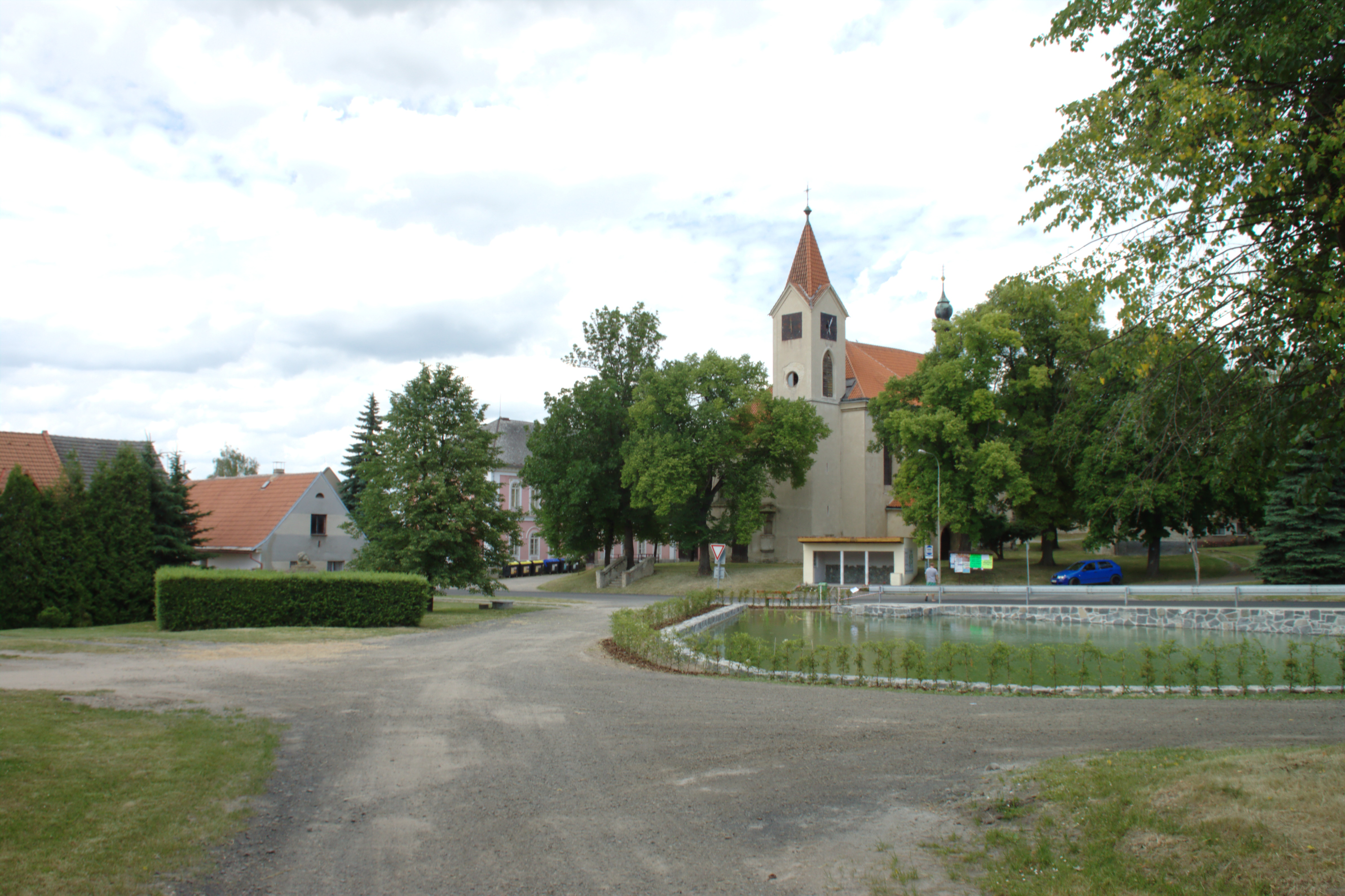
Pohled na kostel sv. Jakuba Staršího ve Vetlé přes náves

Kostel je v jádře románský ze druhé třetiny 12. století. Z původní stavby se zachovala věž a jižní obvodová zeď dnešního dvojlodí, které patří k nejcennějším v Čechách vůbec. Písemně je kostel poprvé připomínán roku 1334. Kolem roku 1390 byl goticky přestavěn. Vnější vzhled dvojlodí upraven barokně (asi v 18. století). Tehdy vestavěna současná kruchta, zřízena severní sakristie a západní předsíň.
První památková obnova proběhla v roce 1860. K dalším drobným úpravám došlo v letech 1911–1912.

## Architektura
Stavbu tvoří čtvercová loď s odsazeným presbytářem, jižní předsíní a severní sakristií. V západním průčelí je hranolová věž a přistavěná kruchta. Jižní stěna lodi a přilehlé úseky východní a západní stěny, jakož i věž jsou románské. Jsou z lícovaného kvádříkového opukového zdiva, které bylo později omítnuto. V ose jižní fasády lodi je zazděné románské okno. Ve věži je zazděný portálek na tribunu a obdélná střílnová okénka. Horní patro věže pochází z 19. století. Ostatní části lodi: jižní předsíň s gotickým portálem, presbytář s opěrnými pilíři a hrotitými okny s kružbami jsou gotické. Okna lodi s odsazeným polokruhovým záklenkem a kruchtou jsou však barokní.
V presbytáři jsou dvě pole křížové klenby a šestipaprsčitý závěr s žebry hruškového profilu. Triumfální oblouk je hrotitý, široký a profilovaný. Loď je sklenuta čtyřmi poli křížové a obkročné klenby na štíhlý střední pilíř. Na stěnách jsou konzoly. Žebra jsou rovněž hruškového profilu. V předsíni je křížová klenba a další gotický portál.

## Zařízení
Z původní zařízení zbyl gotický čtyřhranný sanktuář s mřížkou. Kazatelna pochází z počátku 16. století. Je opuková s polygonálním řečništěm. Kazatelna spočívá na kanelované šroubované noze. Cínová křtitelnice je ze 16. století. Stojí na třech nohách. Na kotli jsou nápisy a ornamentální i figurální reliéfy a tři lví hlavy s kruhy. Hlavní oltář je s velkými sochami sv. Petra a sv. Pavla. Je pseudobarokní, stejně jako oba boční oltáře, kde jsou další plastiky. V presbytáři jsou obrazy sv. Antonína a sv. Barbory. V lodi se nachází barokní obrazy sv. Františka a sv. Anny Samotřetí z 18. století. Oltářní křídlo je z období kolem roku 1550. Pochází z dílny Mistra Slavětínského oltáře, a je umístěno v Národním muzeu v Praze.